# Duško Petković
Duško Petković (serbisch-kyrillisch Душко Петковић; * 24. Juli 1990 in Suhareka, SFR Jugoslawien, heute Serbien) ist ein serbischer Fußballspieler, der aktuell beim FK Rad Belgrad unter Vertrag steht.

## Karriere
Petković begann seine Karriere beim serbischen Verein BPI Slavija. Nach drei Jahren wechselte er ins Ausland zum österreichischen Klub SC Columbia Floridsdorf. Nach einem halben Jahr zog er weiter nach Niederösterreich zum SV Langenrohr. Ein weiteres halbes Jahr mit zwölf gespielten Spielen und einem Tor in der Landesliga Niederösterreich waren genug und er kehrte zurück nach Serbien zum Klub Šumadija Jagnjilo. Weitere Stationen waren FK Sinđelić Beograd, Žarkovo und dann der Erstligist FK Rad Belgrad, wo er seit Sommer 2016 einen Vertrag bis 2018 hat. In der Sommertransferphase wechselte er zurück zu Žarkovo, wo er den Verein im Sommer 2020 verließ.